# C-boot

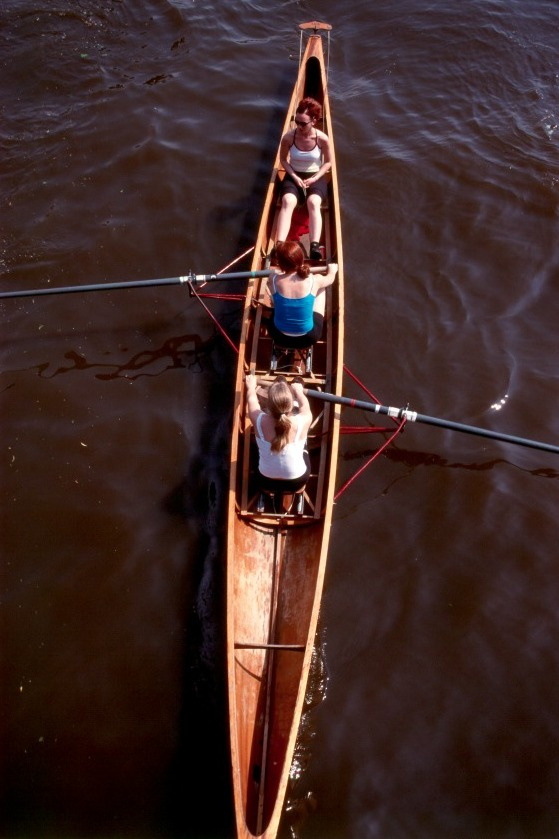
Een C2 roeiboot in actie op de Amstel

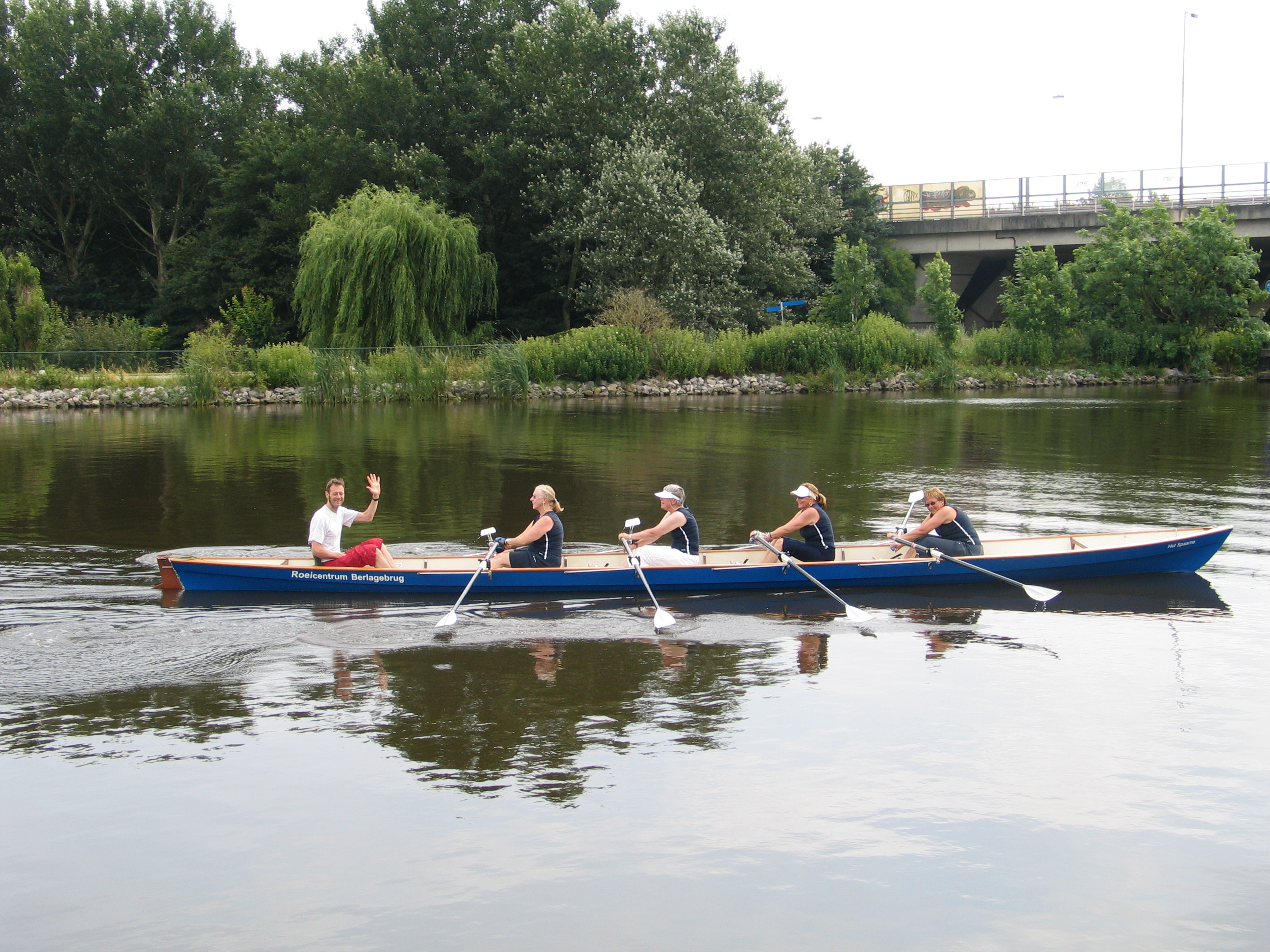
Een C4 met beginnende roeiers

Een C-boot is een type roeiboot dat voornamelijk wordt gebruikt voor recreatief roeien, training en toertochten. Daarnaast zijn ze soms ook een wedstrijdnummer op de langere wedstrijden.

## Eigenschappen
Een C-boot is veel breder dan een wedstrijdboot. Hierdoor is er minder training en ervaring vereist om in dit type te kunnen roeien. Zo is een vierpersoonsboot gebruikt voor wedstrijden meestal niet breder dan 50 cm terwijl de breedte van een C-vier ongeveer rond de 80 cm ligt.
Een ander kenmerk is dat een C-boot, in tegenstelling tot een wedstrijdboot, over een buitenkiel beschikt. Hierdoor heeft een C-boot een grotere koersvastheid waardoor er ook een groter roer vereist is. Deze is aan de achtersteven van het schip bevestigd en niet, zoals bij een wedstrijdboot, onder de boot.

## Gebruik
Door de breedte en het gewicht van deze boten worden ze nauwelijks gebruikt bij wedstrijden. Daarentegen zijn C-boten wel in trek bij recreatieve roeiers. Dit omdat C-boten een stuk stabieler zijn en dus minder snel omslaan. Om dezelfde reden wordt het type ook gebruikt voor training, voordat men overstapt in een wedstrijdboot. Een ander voordeel is dat er ruimte is voor het meenemen van bagage, waardoor de boot geschikt is voor de wat langere tochten.
C-boten worden wel gebruikt voor de langere wedstrijden. Op de Elfsteden Roeimarathon worden zelfs alleen maar C-boten toegelaten.

## Soorten
De meest voorkomende C-boten zijn voor één, twee of vier personen waarbij er van de twee en vier een boord en gescullde variant bestaat. Daarnaast is de twee optioneel gestuurd (met stuurman), en is de vier altijd gestuurd.
Een speciaal type is de drie met stuurman die niet op wedstrijden wordt gebruikt. Ook is het bij veel gestuurde C-boten mogelijk de stuurplaats om te bouwen tot een extra roeiplaats. Een ander zeldzaam type is de C-acht: acht roeiers en een stuur.